# Beaver megye (Oklahoma)
Beaver megye az Amerikai Egyesült Államokban, azon belül Oklahoma államban található. Megyeszékhelye és legnagyobb városa Beaver. Lakosainak száma 5049 fő (2020. április 1.). Beaver megye Meade, Lipscomb, Harper, Ellis, Ochiltree, Texas, Seward és Clark megyékkel határos.

## Népesség
A megye népességének változása:
| Lakosok száma | 5648 | 5638 | 5609 | 5566 | 5427 | 5049 |
|               | 2010 | 2011 | 2012 | 2013 | 2015 | 2020 |